# Красиловский сахарный завод
Красиловский сахарный завод (укр. Красилівський цукровий завод) — предприятие пищевой промышленности в городе Красилов Хмельницкой области.

## История
В 1842 году в местечке Красилов Староконстантиновского уезда Волынской губернии Российской империи был построен сахарный завод, в 1860 - 1861 гг. изготовивший 6875 пудов сахара.
Условия работы были тяжёлыми - официально действовал 12-часовой рабочий день, но в летнее время он мог достигать 15 - 17 часов, применялся женский и детский труд.
В ходе первой русской революции 14 марта 1906 года работники завода устроили забастовку, потребовав введения 8-часового рабочего дня и замены заводской администрации, но выступление оказалось неуспешным.
В целом, до революции 1917 года завод был главным промышленным предприятием Красилова.
В ходе гражданской войны Красилов до 1920 года находился в зоне боевых действий, предприятие пострадало, но в дальнейшем было восстановлено и возобновило работу.
В 1923 году при сахарном заводе были открыты клуб с библиотекой и школа ликвидации безграмотности, а также фабрично-заводское училище.
В 1930е годы объёмы производства завода составляли 12 - 13 тыс. тонн сахарного песка в год.
В ходе Великой Отечественной войны с 8 июля 1941 года до 9 марта 1944 года Красилов находился на территории, оккупированной немецкими войсками. В 1942 - 1943 гг. в городе действовала советская подпольно-диверсионная группа имени Суворова, руководителем которой являлся лейтенант РККА Г. Н. Витюк. Участники группы активно действовали на сахарном заводе, подавая немецкой администрации поддельные результаты анализов сырья (уменьшая объемы производства) и дважды выводили из строя важные механизмы (вызывая длительные простои предприятия). Весной 1943 года деятельность подпольщиков была обнаружена немцами, после чего 50 работников завода были арестованы. Большинство арестованных являлись членами подпольной группы.
После освобождения города советскими войсками началось восстановление завода и в 1945 году предприятие было вновь введено в эксплуатацию. В 1945 году завод (численность работников которого в это время составляла 155 человек) перерабатывал 4,2 центнера сахарной свеклы в сутки.
В феврале 1945 года за достигнутые успехи Красиловский сахарный завод был награждён переходящим Красным знаменем ВЦСПС и денежной премией в размере 60 тыс. рублей.
В 1947 году была построена газокомпрессорная станция на ветке магистрального газопровода «Дашава — Киев», после чего в 1948 году завод был газифицирован. В это же время были построены мастерские и установлен новый паровой котёл, в результате производственные мощности были увеличены и к концу четвёртой пятилетки завод перерабатывал до 8 тыс. центнеров свеклы в сутки.
По состоянию на начало 1971 года сахарный завод являлся высокомеханизированным предприятием, численность работников которого составляла 600 человек.
В целом, в советское время завод входил в число крупнейших предприятий города, на балансе завода находились объекты социальной инфраструктуры.
В мае 1995 года Кабинет министров Украины утвердил решение о приватизации завода, после чего государственное предприятие было преобразовано в открытое акционерное общество. В июне 1999 года Кабинет министров Украины передал завод в коммунальную собственность Хмельницкой области.